# Акустичният концерт
Акустичният концерт е втора видео компилация на българския поп-рок дует Дони и Момчил, издадена през 1995 година, от Union Media Records – продуцент и издател на български поп-рок музиканти.

## Изпълнители
- Добрин Векилов – вокал, музика
- Момчил Колев – музика, аранжимент
- Калин Вельов – ударни
- Стоян Янкулов – ударни

## Песни
1. Къщата на духовете
2. Изкуствени цветя
3. Угасващо небе
4. Снежен сън
5. Не умирай
6. Утринна сянка (с Теодосий Спасов)
7. Мръсните неща
8. Островът
9. Червената стая
10. Уморени крила (със Слави Трифонов – цигулка, Евгени Димитров – роял)
11. Картина
12. Дива роза (с Васил Петров)
13. Ближи си сладоледа
14. Твоите очи
15. Соло на ударни (Стоян Янкулов и Калин Вельов)
16. Малкият принц
17. Я кажи ми, облаче ле бяло
18. Сляпо момиче
19. Хубава си, моя горо